# Les Secrets du "MM"
Les Secrets du "MM" (I segreti della <<MM>>) est une nouvelle fantastique de Dino Buzzati, incluse dans le recueil Le K paru en 1966. Elle est la troisième  du cycle de neuf nouvelles inauguré par Voyage aux enfers du siècle.

## Résumé
Le journaliste Buzzati, sur l'ordre du directeur de son journal, rencontre à Milan Fulvio Torriani, un géomètre qui a découvert un accès aux Enfers dans les travaux du métro. Après avoir nié l‘existence de cet autre monde, Torriani mène Buzzati à la station de la place Amendola, l’endroit où il a découvert le passage menant aux Enfers. Buzzati, intrigué et curieux, s’engage dans un souterrain.

## Personnages
- Torriani : travailleur au forage du métropolitain milanais
- La femme de Torriani : fille d'un vieil expéditeur
- Le directeur : directeur d'un journal italien
- Roberto Vicedomini : ingénieur
- Buzzati : écrivain et narrateur et personnage principal